# Stancu Becheanu
Stancu Becheanu (* 1826, Slatina ; † 1907, mahalaua Olteni, București) a fost un renumit comerciant român. 
În anul 1851 a deschis o prăvălie în asociere cu Luca Teodorescu, „La trandafirul alb“. În 1858 a rămas singur în afacere. El cumpăra marfă din Lipșca și Paris. Stancu Becheanu și-a investit profiturile în case, moșii, terenuri și alte bunuri imobiliare.
Cu averea sa el a ajutat școli, spitale, inițiative publice în privința ridicării unor monumente, între care și statuia lui Constantin A. Rosetti din București. El a sprijinit cu burse tinerii comercianți pentru continuarea studiilor în străinătate și s-a bucurat apoi de sprijinul lor în afaceri. A fost unul dintre primii comercianți decorați cu înalte distincții precum „Coroana României“, „Comandor“ și „Mare Ofițer“. A fost ales în mai multe legislaturi, senator și deputat, iar apoi membru al Camera de Comerț și Industrie din București.